# Sainte-Lheurine
Sainte-Lheurine – miejscowość i gmina we Francji, w regionie Nowa Akwitania, w departamencie Charente-Maritime.
Według danych na rok 1990 gminę zamieszkiwało 476 osób, a gęstość zaludnienia wynosiła 27 osób/km² (wśród 1467 gmin regionu Poitou-Charentes Sainte-Lheurine plasuje się na 568. miejscu pod względem liczby ludności, natomiast pod względem powierzchni na miejscu 479.).